# Корано (Пјаченца)
Корано (итал. Corano) је насеље у Италији у округу Пјаченца, региону Емилија-Ромања.
Према процени из 2011. у насељу је живело 68 становника. Насеље се налази на надморској висини од 311 м.